# Édouard Dantan
Pour les articles homonymes, voir Dantan.
Édouard Dantan, né le 26 août 1848 à Paris et mort le 7 juillet 1897 à Villerville, est un peintre, illustrateur et graveur français.

## Biographie

Un moulage sur nature chez Haviland à Auteuil (1887), musée des Beaux-Arts de Göteborg.

Fils du sculpteur Antoine Laurent Dantan et neveu du sculpteur caricaturiste Jean-Pierre Dantan, Édouard Dantan entra fort jeune à l’atelier d’Isidore Pils puis d’Henri Lehmann à l’École des beaux-arts de Paris, et y fit des progrès si rapides que l’Assistance publique le chargea d’exécuter, en 1867, au tympan de la chapelle de l’hospice Brézin, à Marnes, une grande peinture à la cire : la Sainte Trinité.
En 1869, il exposa, pour la première fois au Salon, un tableau, qui retraçait un Épisode de la destruction de Pompéi, qui figura par la suite à l’exposition de Munich et fut, pendant la guerre de 1870, volé à l’artiste par les Allemands, pendant que le jeune artiste avait laissé son atelier de Saint-Cloud pour défendre sa patrie en s’incorporant dans la garde mobile de Seine-et-Oise. Deux jours après la signature de l’armistice, sa maison ayant été incendiée par les Allemands tout ce qu’elle renfermait anéanti, son tableau fut plus tard retrouvé à Versailles roulé sur un manche à balai.
En 1870, il exposa un Portrait de jeune fille et le Théâtre improvisé. En 1872, il envoya au Salon un Portrait de son père en train de travailler à un buste de marbre. En 1874, ce fut Hercule aux pieds d’Omphale (acheté par un amateur de Manchester) et Un moine sculpteur sur bois, acquis par l’État pour le musée de Nantes. Le jury, pour ces deux envois, lui décerna une troisième médaille. En 1875, après avoir passé au Salon, le Jeu du disque obtint une médaille d’or à l’exposition de Rouen et fut achetée par cette ville pour son musée. En 1876, il donna la Nymphe Salmacis et le Jeune Hermaphrodite. En 1877, la Vocation des apôtres Pierre et André. La même année, il remporta le prix de paysage au concours d’Altainville. En 1878, Phrosine et Mélidore, acheté par un amateur de Bordeaux et le Christ en croix commandé pour l’église Saint-Alexandre, à Dombrowa (Pologne). En 1879, Portrait de trois enfants et un Portrait de femme. En 1880, Un coin d’atelier, lui fit décerner une seconde médaille, tableau acheté par l’État pour le musée du Luxembourg, dans lequel le peintre a représenté son père en train de travailler à la restauration d’un bas-relief de lui représentant l’Ivresse de Silène. En 1881, le Déjeuner du modèle, fit sensation. En 1882, la Fête-Dieu, procession de la Fête-Dieu à Villerville-sur-Mer, et deux portraits de la mère de l’auteur et d’un enfant. En 1883, il a envoyé au Salon Un intérieur à Villerville et le Paradou (dans la Faute de l'abbé Mouret, d’Émile Zola). En 1895, il reçoit une médaille d’or à l'Exposition universelle de Paris de 1889.
Influencé par Jules Bastien-Lepage, son art est empreint de naturalisme. Il est connu pour avoir peint des intérieurs d’ateliers de sculpteurs au travail dans des gammes de couleurs claires.
Passant ses étés à Villerville où il possède une maison, il y meurt accidentellement lorsque la voiture revenant de Trouville-sur-Mer dans laquelle il se trouvait vint heurter violemment l’église du village après que les guides retenant son cheval se furent rompues. Il est inhumé au cimetière de Saint-Cloud.

## Famille
En 1872, Édouard Dantan rencontre Agostina Segatori (1841-1910), une modèle italienne qui pose pour lui pour la première fois dans une œuvre qu'il présente au Salon, un médaillon de cire représentant sa maîtresse. De celle-ci va naître un enfant de lui, le 17 juin 1873, prénommé Jean-Pierre, qu'il refuse de reconnaître. L'enfant porte alors le nom de sa mère Segaroti. Durant les étés des années 1874, 1875, 1877, lors de ses séjours avec Dantan et leur fils, Agostina Segatori pose plusieurs fois pour lui. Leur relation est des plus houleuse et ils rompent en 1875. En 1882, à l'occasion de l'ouverture du premier restaurant Au Tambourin de Segatori, au 27, rue de Richelieu, il lui offre un tambourin sur lequel il a peint un bouc pour décorer son établissement.
Par un jugement du tribunal de la Seine du 18 mars 1884, Jean-Pierre Segaroti sera légitimé par Pierre Gustave Julien Morière que sa mère épouse quelque temps plus tard et deviendra Jean-Pierre Morière[réf. nécessaire].
En 1889, Êdouard Dantan épouse Élisa Marie Émilie Lestrelin avec laquelle il aura un fils, Pierre Paul Édouard (1891-1938).

## Expositions
- « Édouard Dantan, de l’atelier à la lumière », manoir de Villers, Saint-Pierre-de-Manneville, Festival Normandie Impressionniste 2010.
- « Édouard Dantan (1848-1897), peintre des ateliers, des figures et des rivages », musée des Avelines, Saint-Cloud, du 10 octobre 2013 au 2 mars 2014.

## Œuvres

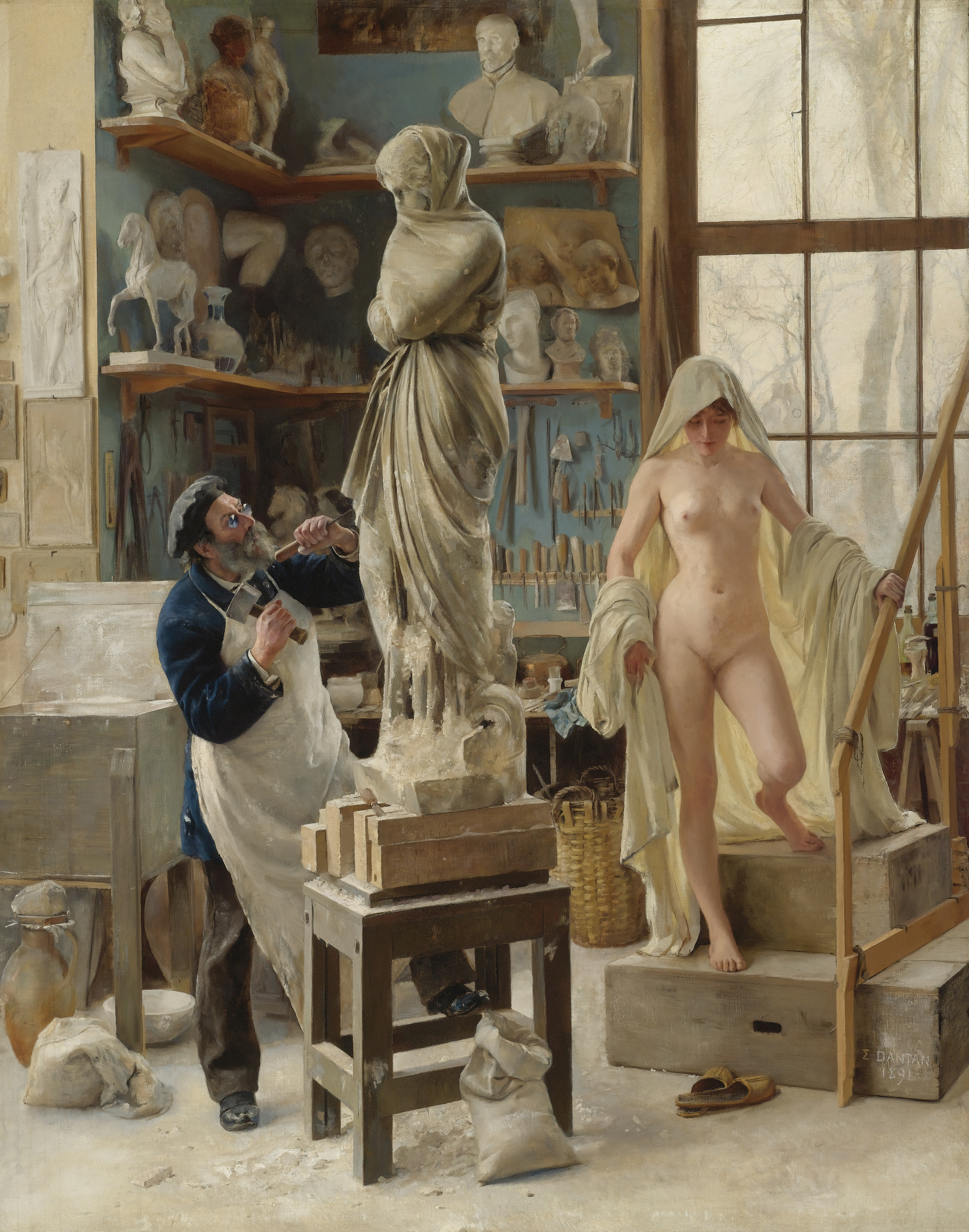
Une restauration (1891), localisation inconnue.

- Un moulage sur nature chez Haviland à Auteuil (1887), musée des beaux-arts de Göteborg.
- Un coin d’atelier, Paris, musée d’Orsay. Monté sur une caisse, un vieux sculpteur, qu’on voit de dos, en vareuse brune, en casquette, en pantoufles, travaille avec attention à un bas-relief de marbre blanc placé sur une selle, presque de face, et représentant une marche de Silène. À sa droite, au premier plan, une jeune femme nue jusqu’à mi-corps, assise, les bras sur les genoux, le regarde travailler. Sur une table, une tasse à café, des bouteilles, des petits verres. La muraille blanche, au fond, est couverte de moulages et de maquettes. Tout est clair dans l’atelier silencieux et rempli d’une lumière tranquille et fraîche que l'artiste a su répandre, avec le même charme pénétrant, sur les accessoires et sur les figures. Signé dans la caisse : E. Dantan, 1880.